# کوه اوبلیک
کوه اوبلیک (به صربی: Oblik) یک کوه در صربستان است که در Southern Serbia واقع شده‌است. کوه اوبلیک ۱٬۳۱۰ متر بالاتر از سطح دریا واقع شده‌است.